# グリーゼ393
グリーゼ393（GJ 393）は単一の恒星であり、天の赤道上のろくぶんぎ座の北西に約1.5°の位置に存在する。見かけの等級は9.65のため、肉眼で見るには非常に暗く、観測できない。この恒星は視差に基づいて太陽から22.9光年の距離にあり、視線速度+8.3km/sで遠ざかっている。大きな固有運動を持ち、年間0.950秒角の速度で天球上を移動している。太陽に対するこの恒星の実際の速度は32.9km/sである。かじき座AB運動星団と似た運動をしているが、それとは無関係であると考えられている。
グリーゼ393のスペクトル分類はM2Vであり、これが核での水素核融合によってエネルギーを生成している小さな赤色矮星であることを示している。自転周期は遅く、彩層的に不活性であるように見える。これは、おそらく年齢が100億年の古い恒星であることを示唆している。グリーゼ393は太陽質量の43%、太陽半径の44.6%を持っている。金属量は、太陽よりも低くなっている。有効温度は3,579ケルビンで、太陽光度のわずか2.7%を放射している。

## 惑星系
2019年に、ドップラー分光法によって1つの候補惑星が検出された。公転周期が1週間、軌道長半径が8.2Gmの、高温のスーパー・アースに分類されている。データで見つかったより長い周期の信号は、恒星の活動として解釈された。
2021年に、惑星は3つの異なるデータセットで独立して検出された後、本物であることが確認された。
| 名称 （恒星に近い順） | 質量         | 軌道長半径 （天文単位） | 公転周期 (日)  | 軌道離心率 | 軌道傾斜角 | 半径 |
| --------------------- | ------------ | ----------------------- | -------------- | ---------- | ---------- | ---- |
| b                     | 1.71±0.24 M⊕ | 0.05402±0.00072         | 7.0268±0.00082 | 0          | —          | —    |